# Kōhei Mihara
Kōhei Mihara (japanisch 三原 向平 Mihara Kōhei; * 8. Dezember 1989 in der Präfektur Kagawa) ist ein japanischer Fußballspieler.

## Karriere
Mihara erlernte das Fußballspielen in der Schulmannschaft der Jinsei Gakuen High School und der Universitätsmannschaft der Kanagawa-Universität. Seinen ersten Vertrag unterschrieb er 2012 bei Shonan Bellmare. Der Verein spielte in der zweithöchsten Liga des Landes, der J2 League. Für den Verein absolvierte er sechs Ligaspiele. 2013 wechselte er zum Ligakonkurrenten Ehime FC. Für Ehime absolvierte er 109 Ligaspiele. Danach spielte er bei Vonds Ichihara und Nankatsu SC.